# Damen Fast Crew Supplier 2610
Der Fast Crew Supplier 2610 ist ein Schiffstyp der niederländischen Werft Damen Shipyards Gorinchem.

## Beschreibung
Die Schiffe sind für den schnellen Transfer von Personal für den Bau bzw. die Instandhaltung von Offshorebauwerken wie z. B. Offshore-Windparks bzw. Bauwerke der Offshore-Öl- und Gasindustrie konzipiert. Sie sind aus Aluminium gefertigt. Der Rumpf ist als Katamaran konzipiert. Er basiert auf dem „Sea Axe“-Konzept der Bauwerft.
Der Antrieb der Schiffe erfolgt durch zwei Viertakt-Zwölfzylinder-Dieselmotoren des Herstellers Caterpillar (Typ: C32 TTA) mit jeweils 895 kW Leistung. Die Motoren wirken über Getriebe auf je einen Festpropeller. Die von den Schiffen zu erreichende Höchstgeschwindigkeit ist mit 25 kn angegeben. Die Reichweite der Schiffe beträgt mindestens 1.200 Seemeilen. Für die Stromversorgung stehen zwei Caterpillar-Generatorsätze (Typ: C2.2T) mit jeweils 22,5 kW Leistung (28 kVA Scheinleistung) zur Verfügung.
Die Schiffe sind mit zwei Bugstrahlrudern mit jeweils 52 kW Leistung ausgestattet.
Im Mittschiffsbereich befindet sich ein offenes Deck. Die offene Decksfläche beträgt 90 m². Das Deck kann mit 1,5 t/m² belastet werden. Maximal können an Deck 15 t Last geladen werden. Das Deck kann mit Containerbeschlägen versehen werden, so dass an Deck bis zu vier 10- oder bis zu zwei 20-Fuß-Container gefahren werden können. Auf der Backbordseite ist ein hydraulisch betriebener Kran verbaut, mit dem Lasten bewegt werden können.
Vor dem offenen Deck befindet sich eine etwas über dem Hauptdeck liegende Plattform oder eine Gangway, über die Personal auf Offshore-Bauwerke umsteigen kann. Für das Anfahren von Offshore-Bauwerken ist der gesamte Bugbereich der Schiffe in diesem Bereich mit Gummifendern versehen.
Am Heck kann eine Plattform installiert werden, die für Tauchereinsätze oder bei Rettungseinsätzen genutzt werden kann. Um die Schiffe auch für Vermessungen und gewässerkundliche Aufgaben nutzen zu können, ist der Einbau eines Moonpool in das Hauptdeck vor dem Deckshaus vorgesehen.
Die Schiffe werden von einer vierköpfigen Besatzung gefahren. Im Deckshaus sind zwölf Sitzplätze für zu befördernde Personen vorhanden. Auf Höhe des Hauptdecks befinden sich im Deckshaus Aufenthaltsräume und Kabinen für die Besatzung. Von der Bauwerft sind drei Kabinen vorgesehen, in denen bis zu sechs Personen untergebracht werden können. Das Layout auf dem Hauptdeck kann nach Kundenwunsch angepasst werden, so dass z. B. ein Umkleideraum für Arbeiter vorgehalten werden kann.
Nach der Einführung des Schiffstyps modifizierte die Bauwerft die Spezifikationen nach Rückmeldungen der Kunden dahingehend, dass das Deckshaus verlängert und näher an das Heck des Schiffes verschoben wurde. Außerdem wurde der Bereich, in dem sich die Passagiere aufhalten, von der Brücke baulich getrennt. Weiterhin ist es möglich, die Sitzplätze für zu transportierende Personen statt auf dem Brückendeck auf dem Hauptdeck unterzubringen. Mit dem Damen Fast Crew Supplier 2008 bietet die Werft auch ein etwas kleineres Boot für den Personentransfer an.

## Schiffe (Auszug)
| Damen Fast Crew Supplier 2610 | Damen Fast Crew Supplier 2610 | Damen Fast Crew Supplier 2610 | Damen Fast Crew Supplier 2610 | Damen Fast Crew Supplier 2610       | Damen Fast Crew Supplier 2610                             |
| Bauname                       | Baunummer                     | IMO-Nummer                    | Ablieferung                   | Auftraggeber                        | Umbenennungen und Verbleib                                |
| ----------------------------- | ----------------------------- | ----------------------------- | ----------------------------- | ----------------------------------- | --------------------------------------------------------- |
| Marineco Shamal               | 532501                        | 9614581                       | Juni 2011                     | MarineCo UK                         | 2013: Sure Shamal, 2022: JLD Lewis                        |
| Marineco Mariah               | 532502                        | 9638240                       | Dezember 2011                 | MarineCo UK                         | 2019: Green Storm                                         |
| Aquata                        | 532503                        | 9651266                       | Juni 2012                     | GeoSea Luxembourg                   |                                                           |
| MCS Sirocco                   | 532504                        | 9643764                       | Juni 2012                     | Maritime Craft Services (Clyde)     |                                                           |
| Twin Axe                      | 532505                        | 9741803                       | Mai 2014                      | Damen Trading & Chartering          | 2020: Jif Gyptis                                          |
| Seazip 1                      | 532506                        | 9654830                       | November 2012                 | Seazip Offshore Service             | 2021: Manye                                               |
| Seazip 2                      | 532507                        | 9654842                       | November 2012                 | Seazip Offshore Service             | 2021: JLD Jayce                                           |
| Marineco Thunderbird          | 532508                        | 9657894                       | Januar 2013                   | MarineCo UK                         | 2019: Green Wind, 2022: Stapem Omura                      |
| MCS Blue Norther              | 532509                        | 9662435                       | Dezember 2012                 | Maritime Craft Services (Clyde)     | 2025: Allianz Citrine                                     |
| MCS Levanto                   | 532510                        | 9679086                       | April 2013                    | Maritime Craft Services (Clyde)     | 2017: MCS Allianz Levanto                                 |
| MCS Boreas                    | 532511                        | 9679098                       | Mai 2013                      | Maritime Craft Services (Clyde)     | 2025: Allianz Onyx                                        |
| Arista                        | 532512                        | 9651278                       | Juli 2012                     | GeoSea Luxembourg                   |                                                           |
| Marineco Dignity              | 532513                        | 9654543                       | Mai 2012                      | MarineCo UK                         | 2019: Green Water, 2022: Stapem Vaquita                   |
| MCS Pampero                   | 532514                        | 9678628                       | Oktober 2012                  | Maritime Craft Services (Clyde)     |                                                           |
| Seagull                       | 532516                        | 9698678                       | Juni 2013                     | World Marine Offshore               | 2018: World Seagull, 2019: FCS Seagull, 2020: Jif Lacydon |
| Sure Star                     | 532517                        | 9698903                       | Januar 2014                   | Sure Wind Marine                    | 2020: Prosperous 2                                        |
| Sound Enterprise              | 532518                        | 9677820                       | November 2012                 | Svensk Sjoentreprenad               | 2019: Contender, 2023: Sound Enterprise                   |
| MCS Kaver                     | 532519                        | 9694165                       | April 2013                    | Maritime Craft Services (Clyde)     |                                                           |
| MCS Coromell                  | 532520                        | 9694177                       | Mai 2013                      | Maritime Craft Services (Clyde)     | 2018: MCS Allianz Coromell, 2023: MCS Coromell            |
| Windea One                    | 532521                        | 9707376                       | September 2013                | Windea Offshore                     | 2020: SCF Volkhov                                         |
| Carrier                       | 532522                        | 9707792                       | September 2013                | Northern Offshore Services          |                                                           |
| Sure Swift                    | 532523                        | 9712747                       | Februar 2014                  | Sure Wind Marine                    | Forth Engineer                                            |
| Rix Lion                      | 532524                        | 9745706                       | Juni 2014                     | Rix Shipping                        |                                                           |
| Njord Alpha                   | 532525                        | 9730634                       | Februar 2014                  | Njord Offshore                      |                                                           |
| Merel-G                       | 532526                        | 9782285                       | Juli 2015                     | Rederij Groen                       |                                                           |
| AOS Swift                     | 532528                        | 9772656                       | August 2015                   | Atlantic Offshore Services          | 2024: MAG Swift                                           |
| Marineco Stingray             | 532529                        | 9741073                       | Juni 2014                     | MarineCo UK                         | MMS Supreme                                               |
| MCS Taku CPP                  | 532530                        | 9749776                       | September 2014                | Maritime Craft Services (Clyde)     |                                                           |
| Windea Two                    | 532531                        | 9745691                       | August 2014                   | Windea Offshore                     | 2021: Jcat Two, 2023: Kazehaya                            |
| Windea Three                  | 532532                        | 9759501                       | November 2014                 | Windea Offshore                     |                                                           |
| Offshore Wielingen            | 532533                        | 9729374                       | Oktober 2014                  | Acta Marine Wind Services           |                                                           |
| Seazip 3                      | 532534                        | 9758686                       | April 2015                    | Seazip Offshore Service             |                                                           |
| Seazip 4                      | 532535                        | 9758698                       | März 2015                     | Seazip Offshore Service             |                                                           |
| Severn Provider               | 532536                        | 9766683                       | April 2015                    | Severn Offshore Services            |                                                           |
| Seazip 5                      | 532537                        | 9797711                       | März 2016                     | Seazip Offshore Service             |                                                           |
| Seazip 6                      | 532538                        | 9776119                       | März 2016                     | Seazip Offshore Service             |                                                           |
| MCS Allianz Venus             | 532543                        | 9815642                       | Oktober 2016                  | Maritime Craft Services (Clyde)     |                                                           |
| MCS Allianz Commander         | 532527                        | 9838307                       | April 2018                    | Allianz Middle East Ship Management |                                                           |
| MMS Superior                  | 532542                        | 9895599                       | Oktober 2019                  | MMS Offshore Renewable Services     |                                                           |
| Falcon 3                      |                               | 9894002                       | November 2019                 | Hung Hua Construction               |                                                           |